# Liste St. Pöltner Persönlichkeiten
Diese Liste St. Pöltner Persönlichkeiten verzeichnet Personen, die in St. Pölten zur Welt gekommen oder mit der Stadt verbunden sind.

## Söhne und Töchter der Stadt

### 17. und 18. Jahrhundert
- Anselm Schramb (1658–1720), Benediktinermönch, Historiker, Philologe und Bibliothekar
- Johann Joseph Hackl (1716–1791), Maler, Politiker und erster Bürgermeister von St. Pölten
- Franz Munggenast (1724–1748), Barockbaumeister
- Matthias Munggenast (1729–1798), Barockbaumeister
- Franz Xaver Schöpfer (1754–1828), Politiker und dritter Bürgermeister von St. Pölten
- Alois Mayrhofer (1764–1842), Politiker und fünfter Bürgermeister von St. Pölten
- Johann Kranzbichler (≈1772–1853), Politiker und sechster Bürgermeister von St. Pölten
- Johann Josef Schindler (1777–1836), Maler und Grafiker
- Joseph Salzbacher (1790–1867), Theologe und Geistlicher
- Anton Kalcher (1800–1861), Goldschmied und Medailleur

### 19. Jahrhundert

#### 1801–1870

Franz Ertl
(1839–1906)

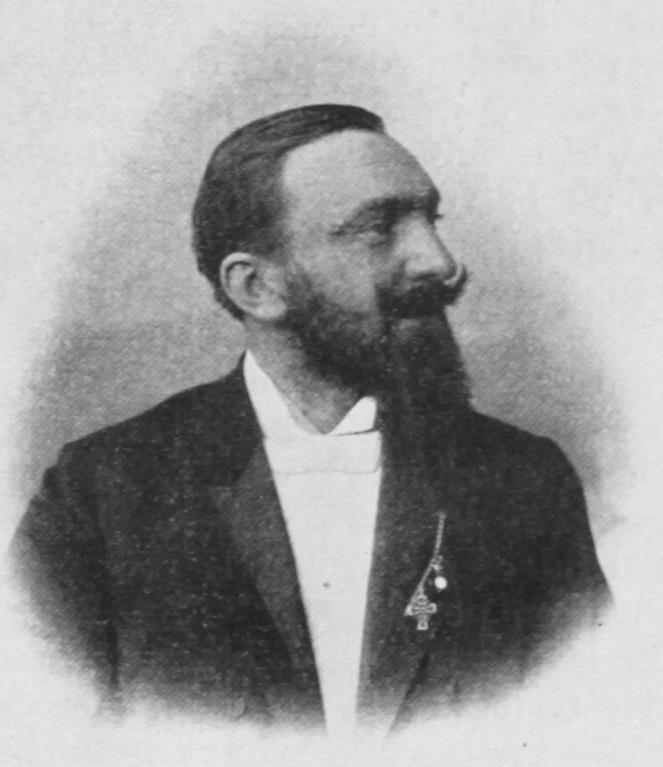
Franz Pittner
(1862–1929)

- August Hassack (1803–1859), Apotheker, Politiker und siebter Bürgermeister von St. Pölten
- Franz Werner (1810–1866), Theologe, Hochschullehrer und Mitglied der Frankfurter Nationalversammlung
- Franz von Matzinger (1817–1896), Beamter
- Karl Haas (1831–1895), Landschaftsmaler und Panoramazeichner
- Franz Ertl (1839–1906), Politiker und 15. Bürgermeister von St. Pölten
- Karl Heitzler (1839–1923), Schriftsteller, Bürgermeister, Ehrenbürger
- Karl Schneck (1846–1926), Feuerwehrpionier, Politiker und Turnlehrer
- Hermann Ofner (1849–1917), Rechtsanwalt, Politiker und 13. Bürgermeister von St. Pölten
- Johann Wohlmeyer (1850–1932), Baumeister und Politiker
- Eduard Wolffhardt (1851–1905), Advokat und Abgeordneter zum Österreichischen Abgeordnetenhaus
- Adolf Stöhr (1855–1921), Philosoph
- Otto Eybner (1856–1917), Politiker und 18. Bürgermeister von St. Pölten
- Ernst Stöhr (1860–1917), Maler, Dichter und Musiker
- Karl Hassack (1861–1922), Warenkundler und Autor
- Franz Pittner (1862–1929), Hotelier und Politiker
- Wilhelm Voelkl (1862–1912), Politiker, 16. Bürgermeister von St. Pölten und Fabrikant
- Otto Ellison von Nidlef (1868–1947), Offizier

#### 1871–1900

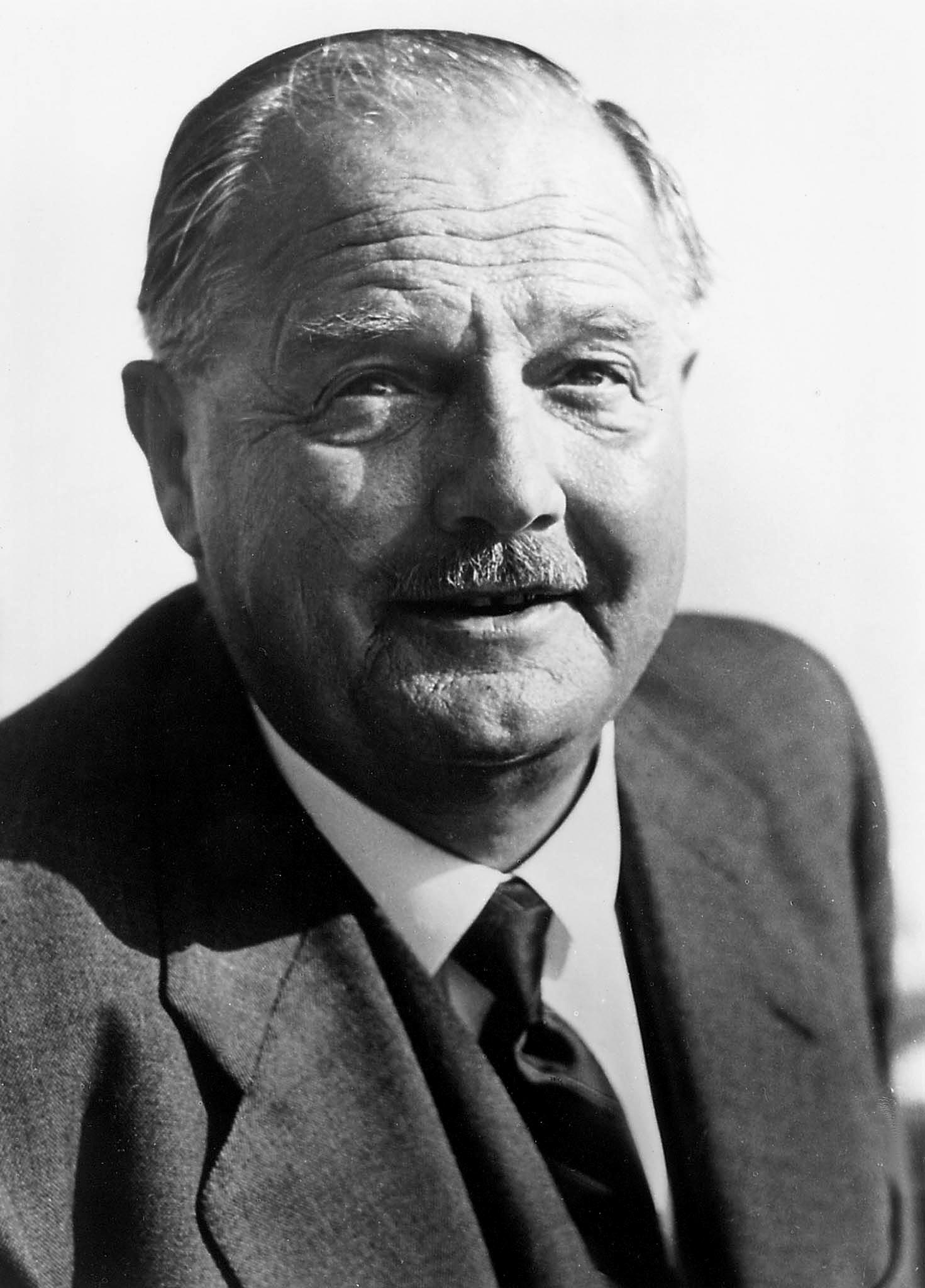
Julius Raab
(1891–1964)

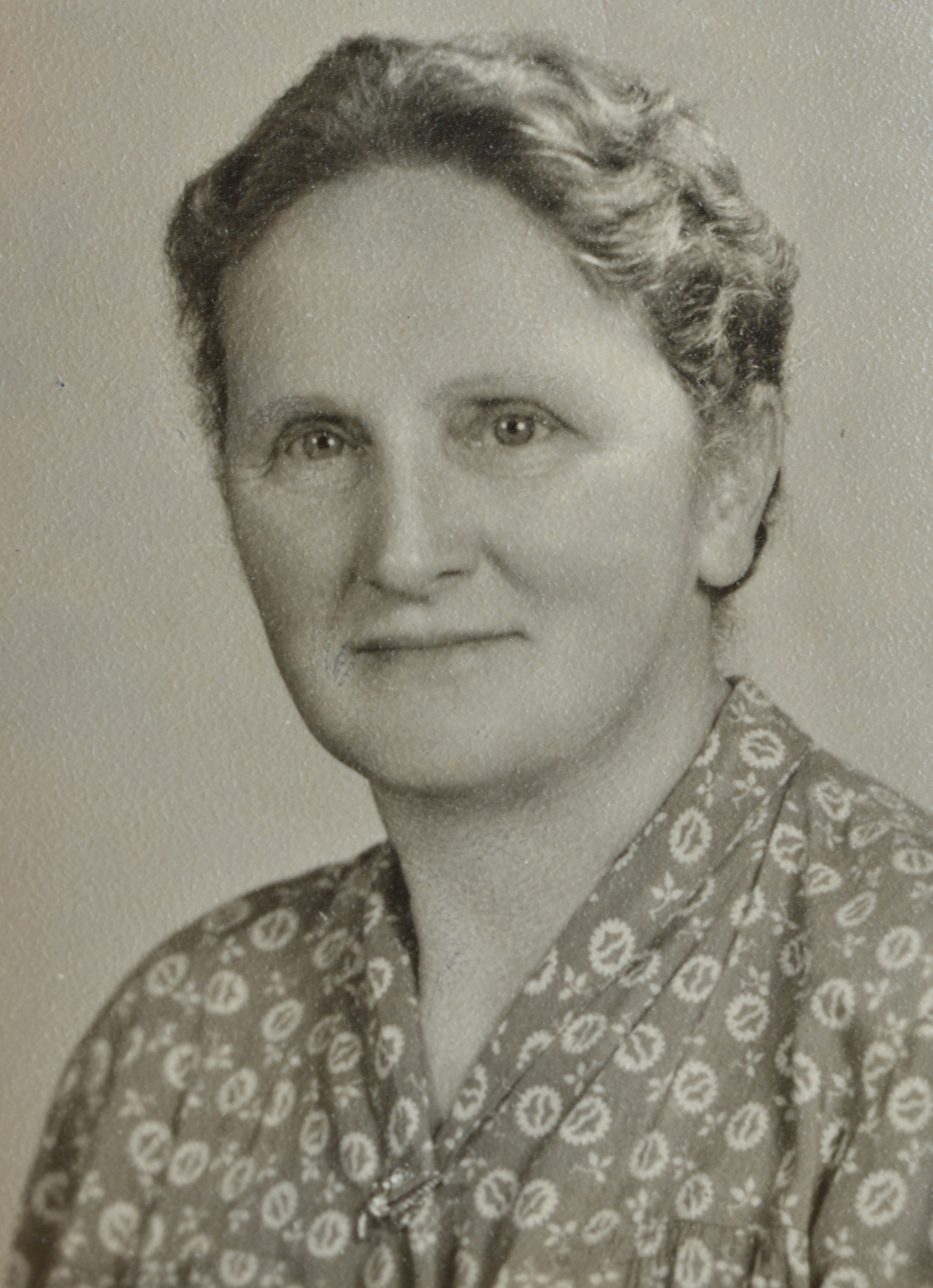
Maria Fischer
(1897–1962)

- Karl Stolz (1873–1967), Unternehmer und Bürgermeister der Marktgemeinde Kirchberg an der Pielach
- Josef Zwetzbacher (1874–1942), Politiker
- Paul Speiser (1877–1947), Politiker
- Hulda Mical (1879–1957), Lehrerin und Schriftstellerin
- Adolf Stocksmayr (1879–1964), Künstler, Lebensreformer und Erfinder
- Rudolf Frass (1880–1934), Architekt
- Franz Aigner (1882–1945), Physiker
- Julius Fischer (1882–1943), Politiker
- Adolf Eigl (1883–1958), erster oberösterreichischer Landeshauptmann nach dem Zweiten Weltkrieg
- Leopold Plaschkes (1884–1942), Politiker
- Wilhelm Frass (1886–1968), Bildhauer
- Wilhelm Steingötter (1886–1966), Politiker
- Anton Hamik (1887–1943), Schriftsteller und Schauspieler
- Walther Heydendorff (1888–1974), k.u.k. Major, Widerstandskämpfer, Schriftsteller und Genealoge
- Otto Schönherr Edler von Schönleiten (1888–1954), Offizier der deutschen Wehrmacht
- Ferdinand Nagl (1891–1977), Jurist und Politiker (ÖVP)
- Julius Raab (1891–1964), Politiker; Bundeskanzler der Republik Österreich (1953–1961)
- Heinrich Raab (1893–1969), Politiker und 22. Bürgermeister von St. Pölten
- Anton Scheiblin (1894–1967), Lehrer und Politiker
- Johann Steirer (1894–1958), Politiker
- Franz Hörhann (1895–1974), Politiker
- Josef Pelz von Felinau (1895–1978), Schriftsteller, Schauspieler, Drehbuch- und Hörspielautor
- Richard Eybner (1896–1986), Schauspieler und Operettensänger (Bariton)
- Maria Fischer (1897–1962), Widerstandskämpferin gegen den Austrofaschismus und Nationalsozialismus
- Anton Huber (1897–1975), Mathematiker und Hochschullehrer
- Emil Krausz (1897–1930), Maler
- Gerhard Aichinger (1900–1978), Schriftsteller
- Laurentius Hora (1900–1977), österreichischer Ordenspriester, Naturwissenschaftler und Organist

### 20. Jahrhundert

#### 1901–1930

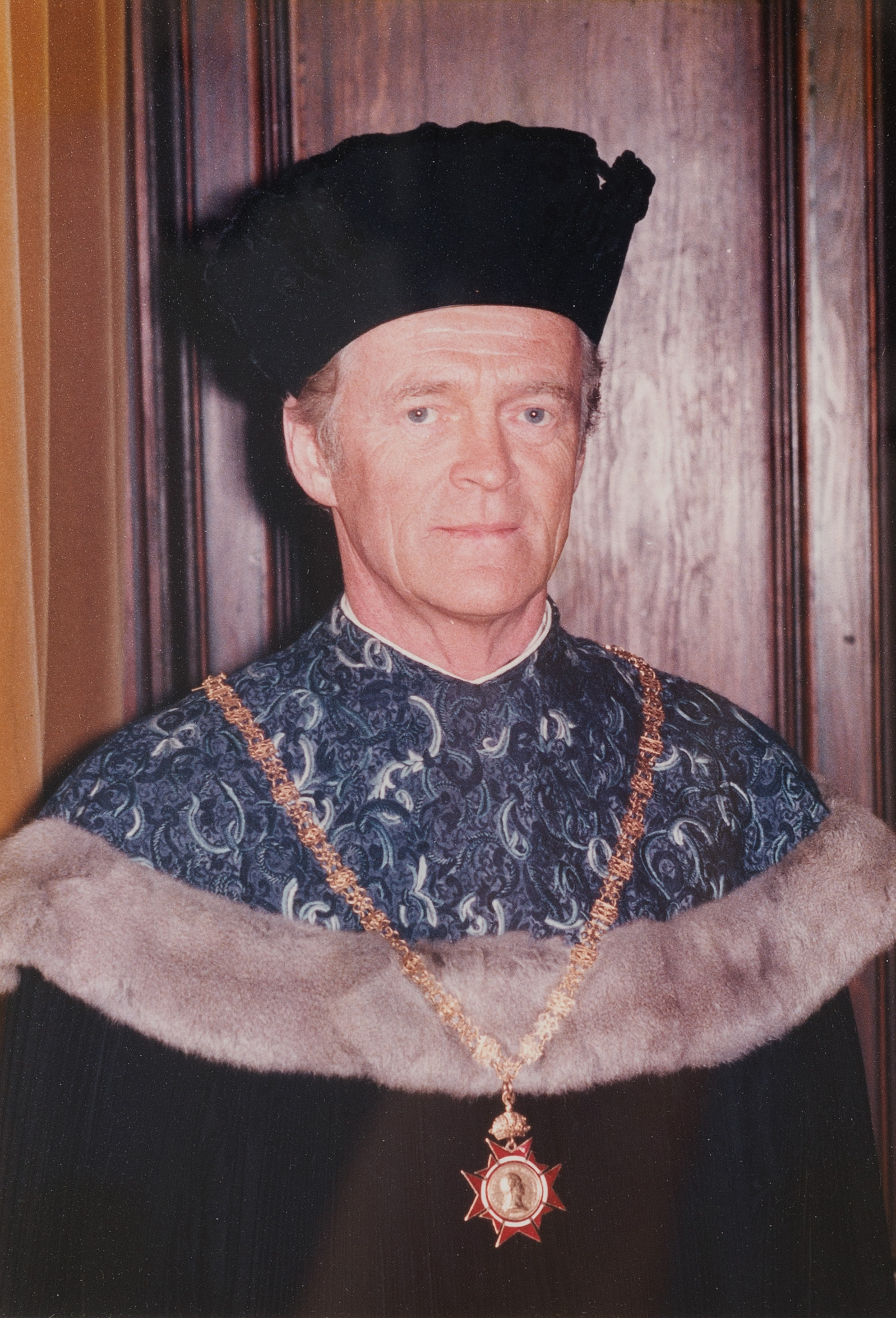
Ludwig Prokop
(1920–2016)

- Josef Böck (1901–1985), Ophthalmologe
- Maria Emhart (1901–1981), Widerstandskämpferin und Politikerin
- Karl Öttl (1902–1988), Politiker
- Franz Rautek (1902–1989), Jiu-Jitsu-Lehrer und Erfinder des Rautek-Griffes
- Heribert Aichinger (1903–1985), Schauspieler
- Rudolf Kriesch (1904–1992), Maler und Grafiker
- Franz Krausz (1905–1998), israelischer Grafiker und Plakatkünstler
- Willibald Plöchl (1907–1984), Jurist und Hochschullehrer
- Ernst Schoiber (1908–1990), Politiker
- Josef Wodka (1908–1970), römisch-katholischer Theologe und Kirchenhistoriker
- Franz Binder („Bimbo“) (1911–1989), Fußballer und Rekordtorschütze
- Thomas F. Salzer (1912–2008), Industrieller und Altverleger
- Emil Schmid (1912–1994), Maler und Grafiker
- Käthe Kainz (1913–1996), Politikerin
- Rudolf Leiner (1913–2008), Unternehmer
- Paul Kurt Schwarz (1916–2010), Maler und Hochschullehrer
- Georg Prader (1917–1985), Politiker
- Manfred Jungwirth (1919–1999), österreichischer Opernsänger (Bass)
- Bernhard Wicki (1919–2000), Schauspieler und Filmregisseur
- Franz Pichler (1920–1982), Politiker und Metallarbeiter
- Ludwig Prokop (1920–2016), Sportler, Sportmediziner und Hochschullehrer
- Günther Benedikt (1921–1948), Politiker und 25. Bürgermeister von St. Pölten
- Camillo Öhlberger (1921–2013), Fagottist und Autor
- Otto Prokop (1921–2009), Anatom und Gerichtsmediziner
- Hans Schickelgruber (1922–2003), Politiker
- Robert Herfert (1926–2011), Maler und Bildhauer
- Peter Minich (1927–2013), Kammersänger
- Jörg Demus (1928–2019), Pianist und Komponist
- Vinzenz Höfinger (1928–2015), Politiker
- Oskar Welzl (1928–2019), Rechtsanwalt
- Josef Bandion (1930–2005), Jurist

#### 1931–1950

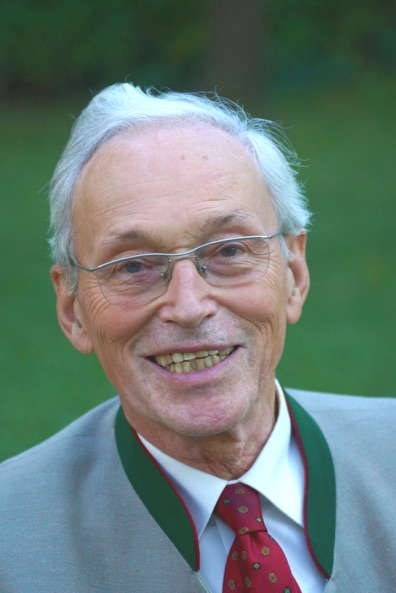
Heinrich Wohlmeyer
(* 1936)

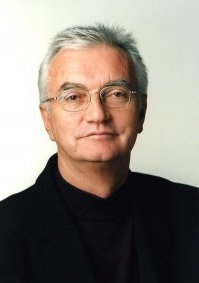
Johannes Strohmayer
(* 1950)

- Lolita (1931–2010), Schlagersängerin
- Karl von Liebezeit (1933–2002), Schauspieler
- Adelheid Praher (* 1933), Politikerin
- Josef Sedelmayer (1933–2016), Tischtennisspieler
- Helmuth Vretska (1935–1993), Altphilologe
- Julius Eberhardt (1936–2012), Bauunternehmer und Architekt
- Gerald Karl Helleiner (* 1936), kanadischer Entwicklungsökonom
- Heinrich Wohlmeyer (* 1936), Industrie- und Forschungsmanager sowie Regionalentwickler
- Oskar Pausch (1937–2013), Literatur- und Theaterwissenschaftler
- Karl Rozum (1937–1988), Politiker
- Heinz Falk (* 1939), Chemiker
- Waltraud Heindl (* 1939), Historikerin
- Günther Stingl (1939–2022), Schriftsteller
- Hermann Weber (1939–2017), Bahnbeamter und Ministerialbeamter
- Hans Bankl (1940–2004), Professor für pathologische Anatomie
- Gunnar Prokop (* 1940), Handballtrainer
- Gerhard Birkfellner (1941–2011), Slawist
- Manfred Deistler (* 1941), Ökonom
- Heinz Kaiser (* 1941), deutscher Politiker
- Hermann Katinger (* 1941), Mikrobiologe
- Helge Lerider (* 1941), Brigadier
- Peter Pelikan (* 1941), Architekt
- Johann Geyer (* 1942), Fußballspieler
- Günther Huber (* 1942), Autorennfahrer
- Hansi Linder (1942–2010), deutsche Schauspielerin
- Peter Weiß (* 1942), Wirtschaftsjurist und Verleger
- Inge Aigner (* 1943), Sprinterin und Hürdenläuferin
- Friedemann Kupsa (* 1943), Cellist
- Armin E. Möller (* 1943), deutscher Hörfunkjournalist und Sachbuchautor
- Franz Chmel (1944–2016), Mundharmonikaspieler
- Willibald Dörfler (* 1944), Mathematiker
- Konrad Berger (* 1945), Schriftsteller
- Klaus Sandler (1945–1984), Lehrer, Publizist und Schriftsteller
- Wolfgang Häusler (* 1946), Historiker
- Fritz Leitner (1946–1991), Politiker
- Nils Jensen (* 1947), Autor und Herausgeber
- Stefan Melbinger (* 1947), Liedermacher und Komponist
- Karl Glaubauf (1948–2015), Historiker und Germanist
- Irene Wondratsch (* 1948), Autorin
- Karl Amon (* 1949), Journalist und Hörfunkdirektor des ORF
- Herbert Brödl (1949–2015), Filmregisseur, Autor und Produzent
- Manfred Deix (1949–2016), Karikaturist und Satiriker
- Bernhard Gamsjäger (* 1949), Lehrer, Autor, Regional- und Volksmusikforscher
- Otto Kapfinger (* 1949), Architekt
- Robert Klement (* 1949), Schriftsteller
- Edwin Prochaska (* 1950), Kabarettist und Musikmanager
- Johannes Strohmayer (* 1950), Investmentbanker

#### 1951–1970

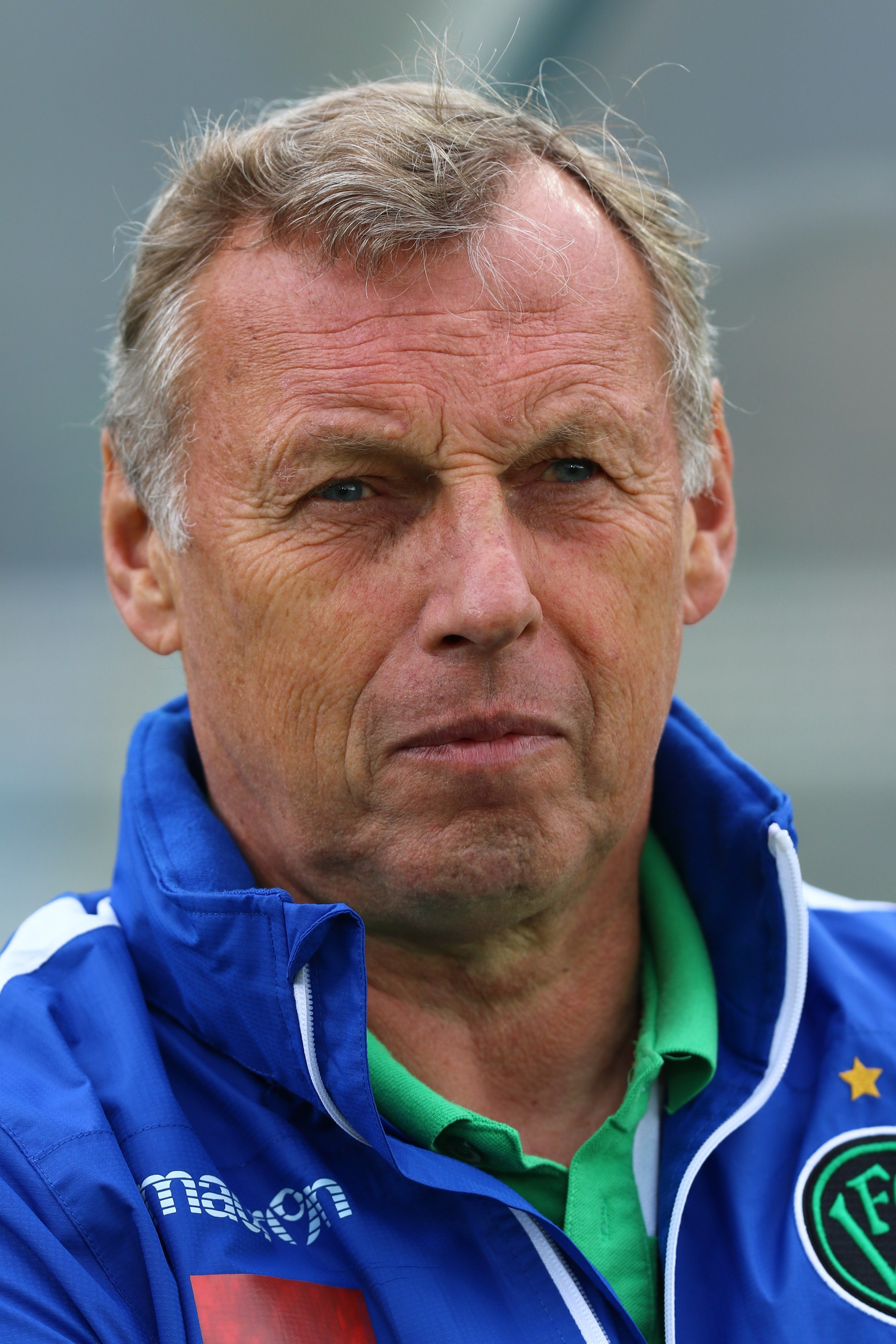
Karl Daxbacher
(* 1953)

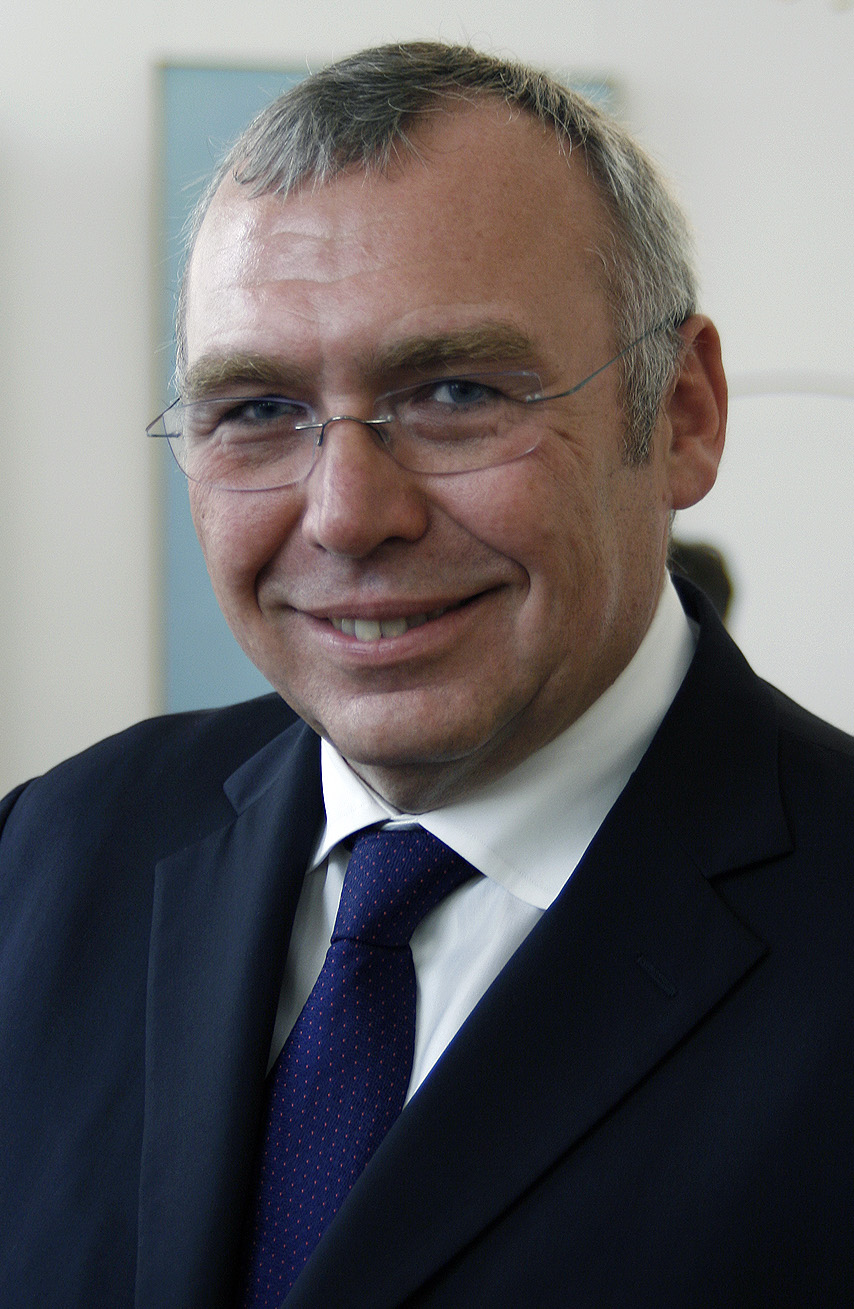
Alfred Gusenbauer
(* 1960)

- Johann Kräftner (* 1951), Ausstellungsgestalter und Museumsdirektor
- Erwin Leder (* 1951), Schauspieler
- Johanna Ignjatovic (* 1952), Cartoonistin
- Reinhard Lebersorger (* 1952), Steuerberater und Politiker (GRÜNE)
- Karl Daxbacher (* 1953), Fußballtrainer
- Walter Rothensteiner (* 1953), Bankmanager
- Alfred Brader (* 1956), Politiker
- Gerhard Herndl (* 1956), Zoologe und Meeresbiologe
- Josef Hofbauer (* 1956), Mathematiker, Hochschullehrer für Biomathematik
- Willi Stiowicek (* 1956), Politiker
- Renate Habinger (* 1957), Grafikerin und Bilderbuch-Illustratorin
- Kurt Mündl (1959–2019), Biologe, Publizist, Kameramann und Autor
- Wolfgang von Zoubek (* 1959), Bühnenbildner und Lichtdesigner
- Felix Gundacker (* 1960), Berufsgenealoge
- Alfred Gusenbauer (* 1960), Bundeskanzler (aufgewachsen in Ybbs an der Donau)
- Willi Langer (* 1960), Bassist
- Wolfgang Gerstl (* 1961), Politiker, Nationalrat
- Ingrid Reichel (* 1961), bildende Künstlerin, Essayistin, Ausstellungskritikerin und Rezensentin
- Herbert Reisinger (* 1961), Jazzmusiker und Komponist
- Alexander Bisenz (1962–2021), Kabarettist und Maler
- Kurt Wagner (* 1962), Brigadier des Österreichischen Bundesheeres und Militärkommandant von Wien
- Wolfgang Bergmann (* 1963), Manager
- Karin Liebhart (* 1963), Politologin
- Bernhard Rassinger (* 1963), Radrennfahrer
- Manfred Wieninger (1963–2021), Autor und Historiker
- Susanne Dengler (* 1964), Sopranistin und Musicaldarstellerin
- Martin Fiala (* 1964), Komponist
- Christian Häckl (* 1964), Meteorologe
- Franz Marchat (* 1964), Politiker
- Markus Beyrer (* 1965), Lobbyist
- Ernst Langthaler (* 1965), Historiker
- Harald Servus (* 1965), Politiker (ÖVP)
- Robert Laimer (* 1966), Politiker (SPÖ)
- Matthias Stadler (* 1966), Politiker, Bürgermeister von St. Pölten
- Stefan Ströbitzer (* 1966), Journalist
- Martin Antauer (* 1967), Politiker (FPÖ)
- Tom Haydn (* 1967), Sänger
- Gudula Walterskirchen (* 1967), Historikerin
- Harald Beilschmied (* 1968), Handballspieler und -trainer
- Maggie Entenfellner (* 1968), Tierschützerin, Journalistin und Fernsehmoderatorin
- Norbert Nusterer (* 1969), Basketballspieler
- Gudrun Sailer (* 1970), Vatikan-Journalistin, Autorin und TV-Moderatorin

#### 1971–2000
- Thomas Buchmayer (* 1971), Tennisspieler

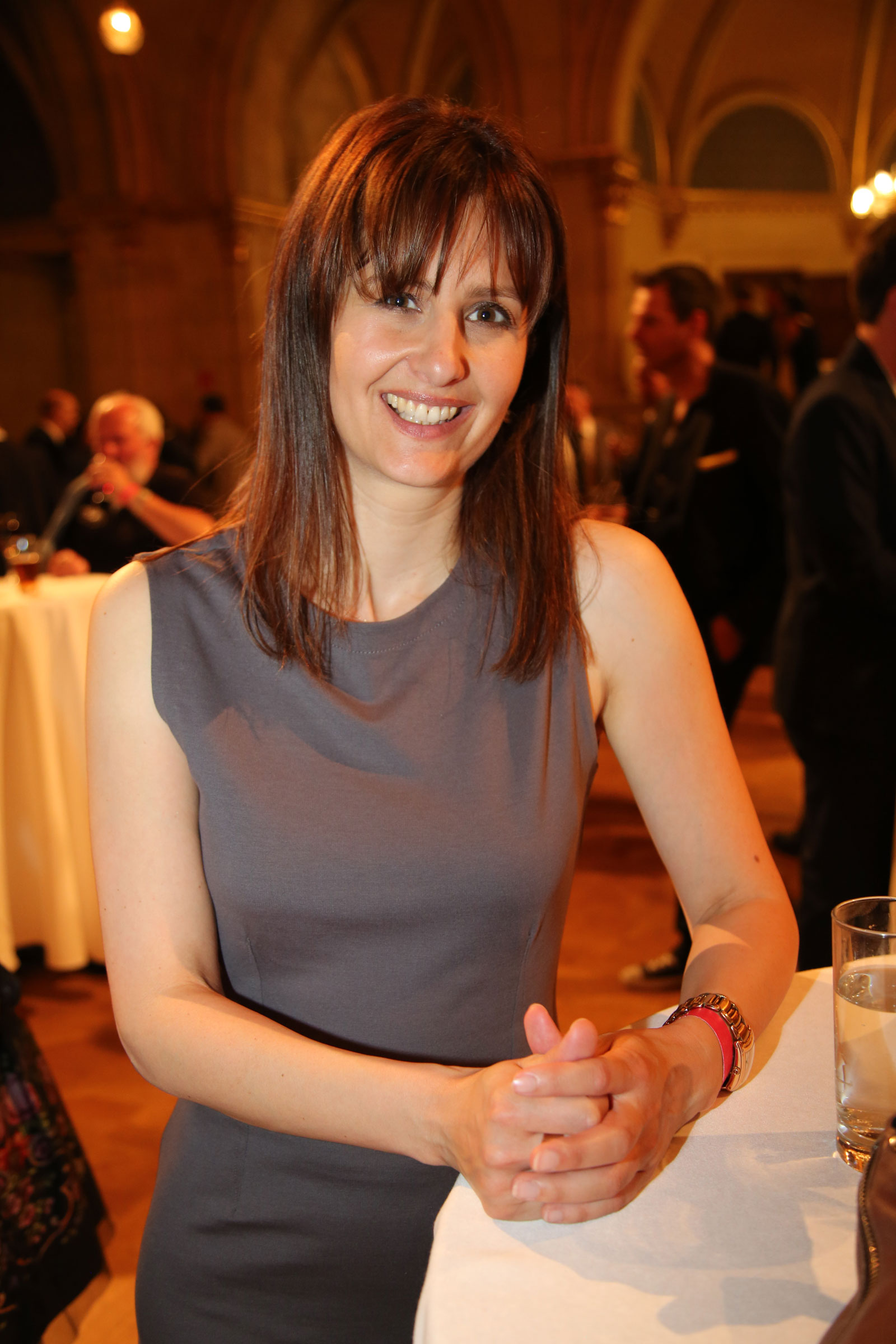
Daniela Zeller
(* 1976)

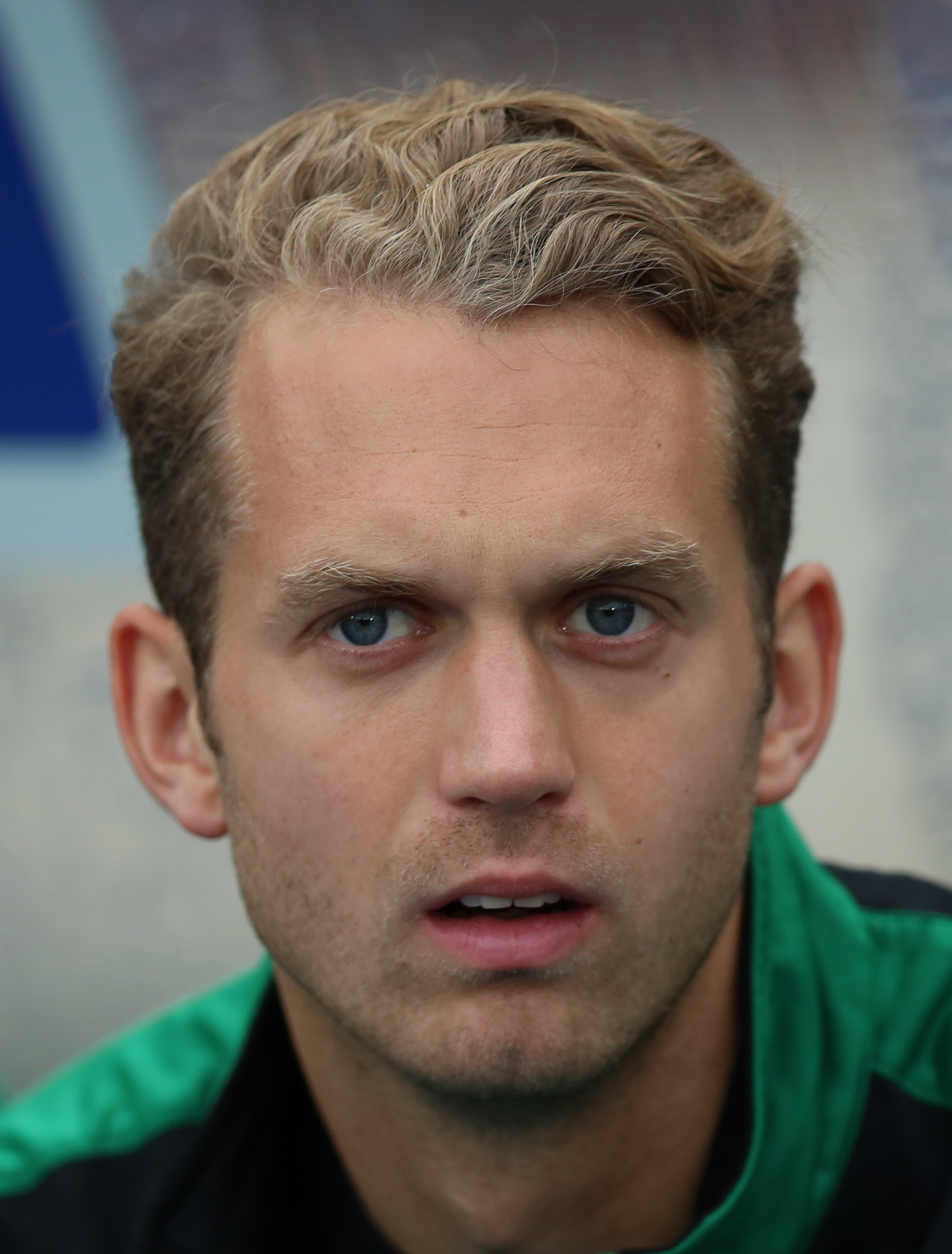
Lukas Mössner
(* 1984)

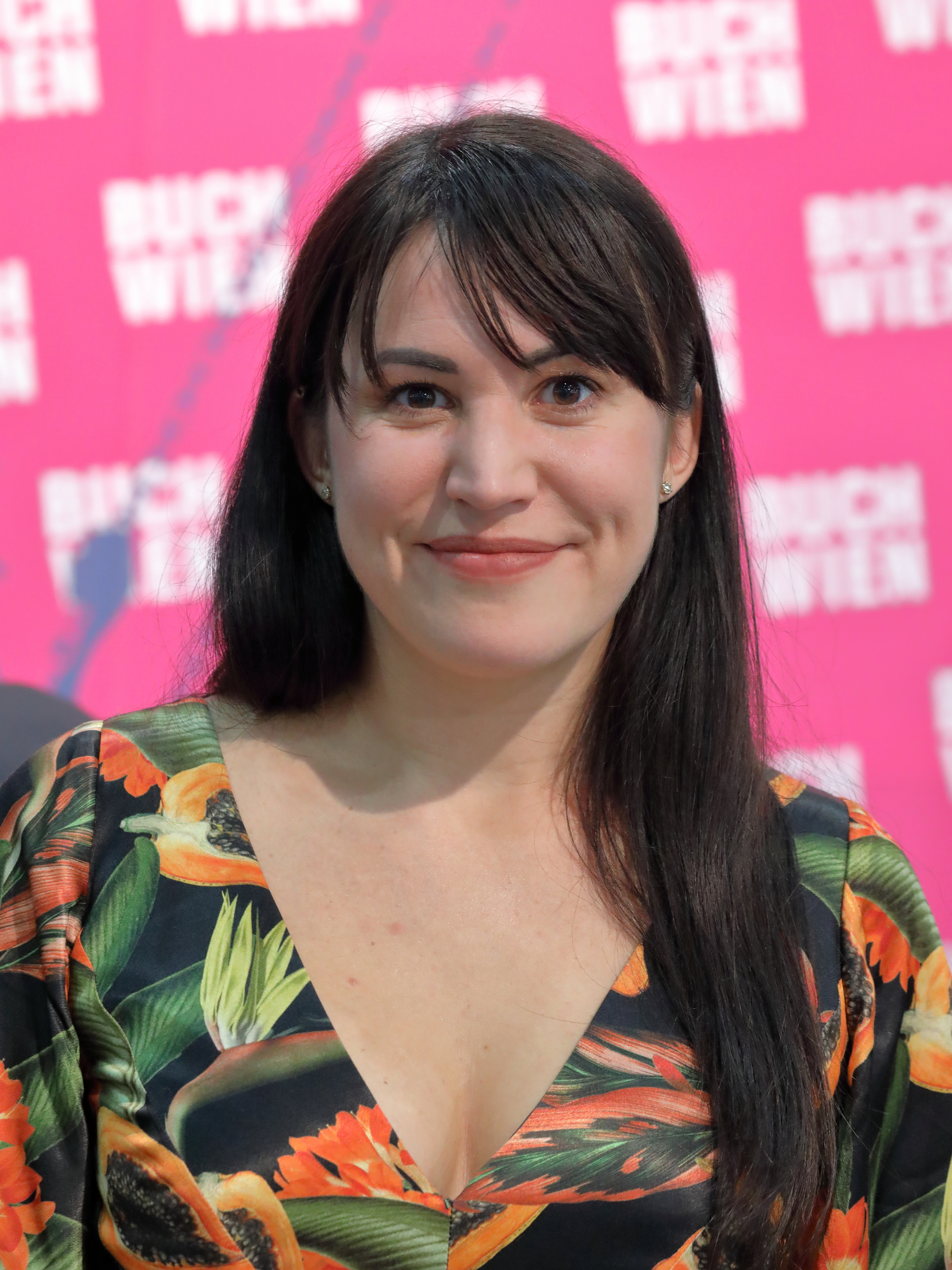
Vea Kaiser
(* 1988)

- Isabel Ettenauer (* 1972), Pianistin und Toy-Piano-Virtuosin
- Michaela Rudolf (* 1972), Triathletin
- Robert Baumgartner (* 1973), Musiker
- Alexander Millecker (* 1973), Journalist
- Christiane M. Pabst (* 1973), Autorin, Wissenschafterin und Chefredakteurin des Österreichischen Wörterbuchs
- Veronika Polly (* 1974), Schauspielerin
- Thomas Zeller (* 1974), Regisseur, Kameramann, Cutter und Produzent
- Julia von Juni (* 1975), Schauspielerin und Autorin
- Franz Birkfellner (* 1976), Judoka
- Nina Schedlmayer (* 1976), Kulturjournalistin und Kunsthistorikerin
- Daniela Zeller (* 1976), Radiomoderatorin
- Doris Berger-Grabner (* 1978), Wirtschaftswissenschaftlerin und Politikerin (ÖVP)
- Werner Lint (* 1978), Handball-Nationalspieler
- Philipp M. Schlüter (* 1978), Biologe und Hochschullehrer in Hohenheim
- Ruth Swoboda (* 1978), Biologin und Handballspielerin
- Simone Fürnkranz (* 1979), Triathletin
- Milena Michiko Flašar (* 1980), Schriftstellerin
- Mario Ranieri (* 1980), Produzent und Hardtechno-DJ
- Ina-Alice Kopp (* 1981), Schauspielerin
- Eva Schörkhuber (* 1982), Schriftstellerin
- Elisabeth Weilenmann (* 1982), Autorin und Regisseurin für Hörspiele und Radiodokumentationen
- donhofer. (* 1983), Maler und Aktionskünstler
- Teresa Vogl (* 1983), Radio- und Fernsehmoderatorin
- Michael Ziegelwagner (* 1983), Autor
- Maria Gstöttner (* 1984), Fußballspielerin
- Lukas Mössner (* 1984), Fußballspieler
- Andreas Bauch (* 1985), Basketballspieler
- Lukas Huber (* 1987), Kegelsportler, mehrfacher Weltmeister
- Inka Pieh (* 1987), Hörfunk- und Fernsehjournalistin
- Thomas Schreiner (* 1987), Basketballspieler
- Amélie van Tass (* 1987), Zauberkünstlerin und Mentalistin
- Manuel Tauber-Romieri (* 1987), Künstler und Fotograf
- Cornelia Travnicek (* 1987), Schriftstellerin
- Vea Kaiser (* 1988), Schriftstellerin
- Lukas König (* 1988), Jazz- und Improvisationsmusiker
- Jessica Lind (* 1988), Autorin und Filmerin
- Christina Gansch (* 1990), Opernsängerin
- Florian Krumböck (* 1991), Politiker
- Christoph Wurm (* 1992), Fußballspieler und -trainer
- Kerim Waller (* 1994), Schauspieler
- Oliver Stummvoll (* 1995), Model
- Julia Hickelsberger-Füller (* 1999), Fußballspielerin
- Alina Eberstaller (* 2000), Sportreporterin, Sportkommentatorin und Sportmoderatorin

### 21. Jahrhundert
- Stefan Goldnagl (* 2001), Fußballspieler
- Julia Novohradsky (* 2001), Schauspielerin
- Niklas Alozie (* 2003), Fußballspieler
- Din Barlov (* 2003), Fußballspieler
- Chiara D’Angelo (* 2004), Fußballspielerin

## Mit der Stadt verbunden
- Anton Aloys Buchmayer (1770–1851), Bischof von St. Pölten
- Johann Ranzoni (1799–1869), Kreisgerichtspräsident und Sparkassengründer
- Ferdinand von Hahn (1809–1888), dänischer Hofjägermeister, Gutsherr in Holstein
- Andreas Hartauer (1839–1915), Verfasser des Böhmerwaldliedes
- Johann Fasching (1847–1888), österreichischer Theologe und Schriftsteller
- Wilhelm Cavallar von Grabensprung (1889–1957), altösterreichischer Offizier und Träger des Militär-Maria-Theresien-Ordens, besuchte hier die Militär-Unterrealschule
- Karl Vretska (1900–1983), Altphilologe, war in St. Pölten als Gymnasialprofessor tätig
- Otto Demus (1902–1990), Kunsthistoriker
- Leopold Figl (1902–1965), österreichischer Politiker (Bundeskanzler und Außenminister), besuchte das Gymnasium in St. Pölten und war langjähriger Landeshauptmann von Niederösterreich
- Karl Thums (1904–1976), Arzt, der auch in St. Pölten wirkte und starb
- Karl Gruber (1929–2011), Politiker (SPÖ), Widerstandskämpfer im Dritten Reich
- Willi Gruber (1930–2012), Politiker (SPÖ) und Bürgermeister von St. Pölten
- Hans Ströbitzer (1930–2017), Journalist und Autor, lebte und starb in St. Pölten
- Kurt Krenn (1936–2014), Bischof von St. Pölten
- Siegfried Nasko (* 1943), Politiker
- Erwin Pröll (* 1946), niederösterreichischer Landeshauptmann a. D., 17. Ehrenbürger von St. Pölten[1]
- Adam Jankowski (* 1948), Künstler, lebte in St. Pölten
- Andreas Bentza (* 1952), Rallycross-Europameister 1978, lebt in St. Pölten
- Alexander Goebel (* 1953), deutscher Schauspieler, Musicaldarsteller, Komiker, Theaterregisseur sowie Hörfunkmoderator
- Heidemaria Onodi (* 1957), niederösterreichische Landeshauptmann-Stellvertreterin a. D., Landtagsabgeordnete